# 島津久甫
島津 久甫（しまづ ひさすけ）は、薩摩国薩摩藩家老日置島津家第9代。

## 家系
日置島津家は、島津宗家15代当主島津貴久の三男島津歳久に始まり、2代島津常久以降に薩摩国日置（現・鹿児島県日置市日吉町日置）を領した。藩内の家格は一門に次ぐ大身分で、元服時に藩主が烏帽子親になる特権を持つ。家紋は日置十文字。明治33年（1900年）に島津久明が男爵に叙され華族となった。

## 略歴
正徳4年11月27日（新暦1715年1月2日）、薩摩藩日置島津家嫡男久林の長男として生まれる。
享保7年（1722年）11月15日、鹿児島城に登城して元服。藩主継豊が烏帽子親となり、理髪役は国老島津久貫が務め、島津又次郎久甫と名乗った。
元文5年（1740年）10月15日、大磯館で藩主吉貴に拝謁し、世子継豊付の若年寄役と薩摩国市来地頭職を命じられる。
寛保3年（1743年）閏4月23日、父久林の隠居により家督を相続。同日、家老職を命じられる。職田1000石を与えられて、島津左衛門久甫と名乗った。
延享4年（1747年）11月14日、勝手方家老を命じられる。同年12月26日、嫡男久定（久暢）と先々代藩主吉貴の娘徳姫が婚約した。延享5年（1748年）1月21日、薩摩国出水地頭職。
寛延元年（1748年）種子島家の家督を相続した義弟の久芳が若年のため、家政を代行する。
寛延2年（1749年）2月24日、死去。享年36。家督は嫡男久定（久暢）が相続した。